# Triturus pygmaeus
Espèce
Synonymes
- Triton marmoratus pygmaea Wolterstorff, 1905
- Triturus marmoratus pygmaeus (Wolterstorff, 1905)

Statut de conservation UICN

 NT  : Quasi menacé
Triturus pygmaeus est une espèce d'urodèles de la famille des Salamandridae.

## Répartition

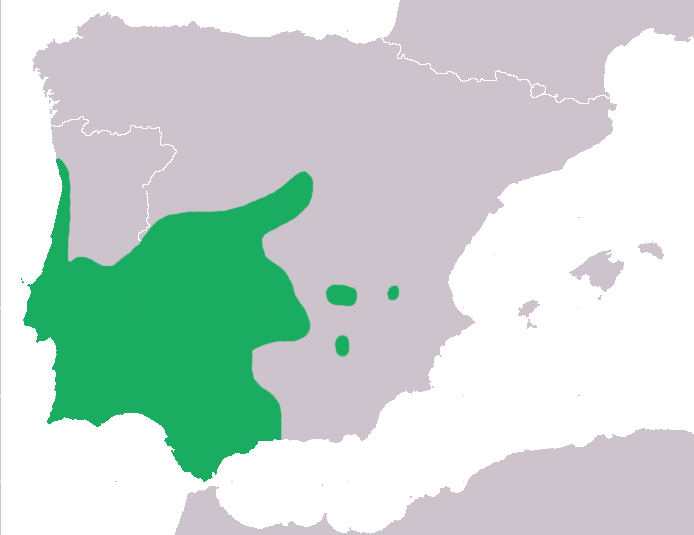
Distribution

Cette espèce se rencontre dans le sud de l'Espagne et du Portugal.

## Publication originale
- Wolterstorff, 1905 : Zwergformen der paläarktischen Urodelen. Compte-rendu des Séances du Sixième Congrès International de Zoologie, Tenu à Berne du 14 au 16 août 1904. W. Kündig & fils, Genève, p. 258-263 (texte intégral).